# دودلز ویور
دودلز ویوِر (انگلیسی: Doodles Weaver؛ ‏ ۱۱ مهٔ ۱۹۱۱ – ۱۷ ژانویهٔ ۱۹۸۳) بازیگر، صداپیشه، کمدین، خواننده، موسیقی‌دان اهل ایالات متحده آمریکا بود. وی بین سال‌های ۱۹۳۶ تا ۱۹۸۱ میلادی فعالیت می‌کرد.
از فیلم‌ها یا سریال‌های تلویزیونی که وی در آن نقش داشته‌است، می‌توان به ماوریک، فیوری، نمایش دیک ون دایک، دارای اسلحه - آماده سفر، اندی گریفیت شو، سفرهای جیمی مک‌فیترز، آلفرد هیچکاک تقدیم می‌کند، بتمن، مانکیز، سرزمین غول‌پیکران، بیا و بگیرش، تاپر، یک یانکی در آکسفورد، خانم سوئیسی، یه مرد لاغر دیگه، کیتی فویل، یک دختر، یک مرد و یک ملوان، دو دختر و ملوان، داستان دکتر واسل، از وقتی تو رفتی، خانم پارکینگتون، و اینک فردا، سن آنتونیو، به خاطر تو، حلقه آتش، شیفته زن‌ها، معجزه سیب، پرندگان، پروفسور دیوانه، دنیای دیوانه، دیوانه، دیوانه، دیوانه، راندرز، گورخر در آشپزخانه، پاگنده و جنون کاخ سفید اشاره کرد.